# Bò Asturian Valley
Bò Asturian Valley bắt nguồn từ thung lũng Asturias, Tây Ban Nha. Chúng chủ yếu được nuôi ở các khu vực ven biển phía bắc trên Vịnh Biscay và các thung lũng sông ở chân dãy núi Cordillera Cantábrica. Loài này thuộc về một nhóm bò độc quyền ở Tây Ban Nha được gọi là tronco Cantábrico ('Cantabric trunk') chỉ bao gồm các giống có nguồn gốc ở miền bắc Tây Ban Nha; nó cũng bao gồm bò Asturian Valley. của tất cả các giống đó, Thung lũng Asturian duy trì số lượng lớn nhất. Theo truyền thống, bò được chăn nuôi với mục đích cho sữa, thịt và công việc. Kể từ khi các giống sữa khác đã được giới thiệu đến Tây Ban Nha, sự nổi bật của họ đã giảm trong ngành công nghiệp sữa. Chúng vẫn là một trong ba giống có thể được sử dụng để sản xuất pho mát Casín.

## Lịch sử
Bò Asturian Valley có nguồn gốc ở miền bắc Tây Ban Nha và được cho là đã được nuôi dưỡng và nuôi dưỡng ở các thung lũng Asturias, Tây Ban Nha. Vào thế kỷ 19, chúng là giống phổ biến nhất ở miền bắc Tây Ban Nha. Vào đầu thế kỷ 20, một cuộc xâm lăng lớn của các giống ngoại quốc đã làm giảm đáng kể số lượng Thung lũng Asturian xuống khoảng 22.000 con. Trong những năm 1980, Asacacón Española de criadores de ganado đã lựa chọn loài bò Asturiana de los Valles (ASEAVA, 'Hiệp hội các nhà lai tạo của người Tây Ban Nha chọn giống bò Asturian' được thành lập năm 1981) và chính phủ Tây Ban Nha bắt đầu hành động để bảo vệ giống. Bây giờ giống này lại nổi bật ở các vùng phía bắc và lan sang các vùng khác của Tây Ban Nha.

## Ngoại hình
Một con bò điển hình thuộc giống này có trọng lượng từ 600 đến 700 kg. Màu sắc của chúng thay đổi từ màu nâu sậm đến nâu vàng nhạt đôi khi có đầu trắng (giữa mắt), phía dưới bụng. Chúng được đánh giá cao nhất về chất lượng thịt và sữa giàu chất béo và protein.